# Scala araba
La scala araba è un tipo di scala musicale che presenta intervalli di semitono fra il primo e il secondo grado e fra il quinto e il sesto, nonché un caratteristico intervallo di tre semitoni (seconda aumentata) tra il secondo e il terzo grado, oltre che tra il sesto e il settimo.
La scala araba si costruisce sulla scala diatonica maggiore aggiungendo un bemolle (♭) al secondo e sesto grado.
Lo studio di questa scala è stato fatto seguendo il temperamento equabile che non è mai stato adottato nella musica tradizionale araba perciò la scala stessa è più un riadattamento secondo i parametri della musica occidentale che non una fedele trasposizione.
Se la si volesse confrontare con una scala di stampo classico si può notare che è molto simile alla Frigia maggiore, quinto modo della scala minore armonica. L'unica differenza è che la Frigia maggiore ha la settima minore mentre la scala araba ha la settima maggiore. 
L'armonizzazione di una scala araba genera accordi troppo inusuali per la musica occidentale. Allora per ottenere le stesse sonorità senza dover ricorrere ad armonie troppo complesse si usa appunto la scala minore armonica tanto che un orecchio inesperto non nota differenze. 

## Esempio: scala araba di Do
La sequenza intervallare è (t = tono, s = semitono):
s, 3s, s, t, s, 3s, s
La formula è:
1, 2♭, 3, 4, 5, 6♭, 7, 8
Quindi si passa dalla scala maggiore di Do...
Audio playback is not supported in your browser. You can download the audio file.
... alla scala araba di Do:
Audio playback is not supported in your browser. You can download the audio file.